# Infurcitinea italica
Infurcitinea italica is een vlinder uit de familie echte motten (Tineidae). De wetenschappelijke naam is voor het eerst geldig gepubliceerd in 1954 door Amsel.
De soort komt voor in Europa.